# Viper (Six Flags Darien Lake)
Pour les articles homonymes, voir Viper.
Viper sont des montagnes russes assises du parc d'attractions Six Flags Darien Lake, situé entre Buffalo et Rochester à Darien, New York, aux États-Unis. Elles sont construites par Arrow Dynamics et ouvrent en mai 1982. À cette époque, elles est le plus grand circuit de montagnes russes du parc. Viper possède un tunnel de 33,5 mètres juste avant les freins de fin de parcours. Sa capacité est de 2 100 passagers par heure.

## Caractéristiques

### Inversions
Il est le premier parcours de montagnes russes proposant cinq inversions. Elles sont un looping vertical, un double tire-bouchon et un boomerang.

### Trains
Viper a trois trains rouge et bleu de 7 wagons sécurisés par des harnais. Les passagers sont placés à 2 sur 2 rangs pour un total de vingt-huit passagers par train.